# Dicranota (Paradicranota) auripontium
Dicranota (Paradicranota) auripontium is een tweevleugelige uit de familie Pediciidae. De soort komt voor in het Palearctisch gebied.